# سینت پیتر ایندیانا
سینت پیتر ایندیانا (به انگلیسی: Saint Peter) یک منطقهٔ مسکونی در ایالات متحده آمریکا است که در شهرستان فرانکلین، ایندیانا واقع شده‌است. سینت پیتر ایندیانا ۲۹۴٫۱۴ متر بالاتر از سطح دریا واقع شده‌است.